# Gühring (Unternehmen)
Die Gühring KG mit Stammsitz in Albstadt-Ebingen ist einer der weltweit führenden Hersteller von rotierenden Zerspanungswerkzeugen für die Metallzerspanung. Das Unternehmen beschäftigt rund 8000 Mitarbeiter, davon über 3500 in Deutschland, und produziert an 70 Standorten in 48 Ländern.

## Geschichte
Das Unternehmen wurde 1898 als Spiralbohrerhersteller mit 17 Mitarbeitern von Gottlieb Gühring gegründet. Nach dem Tod des Firmengründers übernahm sein Sohn Oskar Gühring die Leitung des Unternehmens. 1965 trat Jörg Gühring, der Enkel des Firmengründers, in das Unternehmen ein. 
1973 wurde in England die erste Auslandsgesellschaft gegründet. Im selben Jahr wurden außerdem die ersten Hartmetallwerkzeuge hergestellt. 1978 in den USA die erste außereuropäische Gesellschaft gegründet.
Im Jahr 1981 entwickelte Gühring den ersten TiN-beschichteten Spiralbohrer. Beschichtete Werkzeuge reduzieren die Fertigungskosten erheblich und ermöglichen höhere Standzeiten.
Im Jahr 2000 trat Oliver Gühring, Urenkel des Gründers, in das Unternehmen ein. 2021 übernahm er den Vorsitz der Geschäftsführung.
Stand 2022 war das Unternehmen weltweit mit über 70 Produktionsstandorten in 48 Ländern vertreten, darunter 20 in Deutschland. Gühring erreichte im Jahr 2017 einen Gesamtumsatz von 1.040 Millionen Euro.

## Sortiment und Dienstleistungen
Die Gühring KG stellt Präzisionswerkzeuge zum Bohren, Fräsen, Reiben und Senken sowie für die Gewindefertigung her. Auch Stech- und Drehwerkzeuge sowie Spannmittel sind Bestandteil des Produktportfolios. Das Sortiment beinhaltet insgesamt über 90.000 Artikel.
Die Werkzeuge werden insbesondere von Kunden aus der Automobilindustrie, der Luft- und Raumfahrtindustrie sowie im Maschinenbau eingesetzt.
In mehr als 50 Dienstleistungszentren weltweit bietet das Unternehmen Services zur Wiederaufbereitung von Werkzeugen an. Beim Retooling unterstützt Gühring seine Kunden zudem bei der Auf- und Umrüstung von Maschinen. Auch für die Werkzeugverwaltung werden Services angeboten. Im digitalen Bereich werden Live-Video-Support, der Gühring Navigator und die Gühring Academy angeboten.

## Aus- und Weiterbildung
Die Gühring KG bildet im technischen und kaufmännischen Bereich aus. Auch duale Studiengänge sind Bestandteil der Ausbildungsmöglichkeiten.

## Tochterunternehmen
- Dr. Gühring KG, Chemnitz und Treuen
- Stock AG, Berlin
- G-Elit Präzisionswerkzeug GmbH, Berlin
- G-Elit Hartstoffe, Berlin
- Hartner GmbH, Albstadt
- SL Werkzeug KG, Eisenach
- Hollfelder, Nürnberg und Zorbau
- Konrad Friedrichs GmbH & Co. KG, Kulmbach